# Леопольд IV Фрідріх Ангальтський
Леопольд IV Фрідріх Ангальтський (нім. Leopold IV. Friedrich, Herzog von Anhalt-Dessau; 1 жовтня 1794, Дессау — 22 травня 1871, Дессау) — німецький принц з князівського роду Асканіїв, з 1863 року правитель об'єднаного герцогства Ангальт, останній господар колонії Асканії-Нова. Старший син принца Фрідріха Ангальт-Дессауського та Амалії Гессен-Хомбурзької.

## Асканія Нова

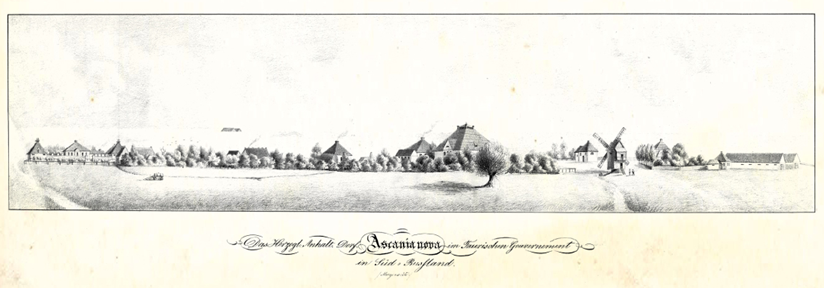
Вид Асканії Нова, 1850

## Родина
Дружина — Фредеріка Вільгельміна Прусська
Діти:
- Марія Анна Ангальт-Дессау

## Нагороди
- Орден Андрія Первозванного (5(18) листопада 1834 р.[2])